# Томас Льюїс Ґілмер
Томас Льюїс Ґілмер (1849 — 1931) — американський щелепно-лицевий хірург, засновник Стоматологічної школи Північно-Західного університету (1891) та Медичного університету в Чикаґо. Доктор Ґілмер зробив кілька внесків у щелепно-лицеву хірургію, таких як шина Ґілмера та метод міжщелепного скріплення Ґілмера, названі на його честь.

## Життя
Ґілмер народився в окрузі Лінкольн, штат Міссурі в 1849 році. Він відвідував стоматологічний коледж Міссурі та здобув диплом стоматолога в 1882 році. Він також навчався у медичному коледжі Квінсі та здобув медичний диплом у 1885 році. Потім він працював щелепно-лицевим хірургом у лікарні Святої Марії в Квінсі, штат Іллінойс. Поряд з практикою він також був професором гістології в медичному коледжі Квінсі. Згодом доктор Ґілмер переїхав до Чикаґо в 1889 році, де був професором щелепно-лицевої хірургії в Чиказькому коледжі стоматологічної хірургії. У 1891 році він заснував Стоматологічну школу Північно-Західного університету. Зрештою доктор Ґілмер працював деканом школи. Він також заснував Інститут медицини в Чикаґо.
Він був одружений з Еллі М. Бостік, у них народилася дочка на ім’я Вірджинія Ґілмер.

## Нагороди та посади
- Стоматологічне товариство штату Іллінойс - президент (1883)
- Медичний коледж Квінсі- факультет
- Чиказький коледж стоматологічної хірургії - факультет (1889)
- Стоматологічна школа Північно-Західного університету - засновник (1891), декан, професор
- Інститут медицини, Чикаго - засновник, президент
- Доктор наук honoris causa Північно-Західного університету (1911)